# Eunidia piperita
Eunidia piperita es una especie de escarabajo longicornio del género Eunidia, categorizada en la tribu Eunidiini, de la subfamilia Lamiinae. Fue descrita por Gahan en 1898.

## Descripción
Mide 8-12 mm de longitud.

## Distribución
Se distribuye por Etiopía, Kenia, República de Sudáfrica, Somalia, Sudán, Tanzania y Zimbabue.